# 假益智
假益智（学名：Alpinia maclurei）为姜科山姜属下的一个种。

## 扩展阅读
- 維基物種上的相關：假益智